# Flacktest
Der Flacktest (oder Flack-Test) ist einerseits ein militär-medizinischer Screening-Test für Piloten von Kampfflugzeugen, die bei hohen Beschleunigungen von Bewusstseinsverlust bedroht sind, und andererseits ein sportmedizinischer Test zur Prüfung der Tauglichkeit zum (Sport-)Tauchen. Der Flacktest ähnelt dem Valsalva-Versuch und soll die physiologischen Reaktionen und Reflexe des vegetativen Nervensystems eines Probanden auf veränderte Druckbedingungen im großen und kleinen Kreislauf testen.
Der Kandidat wird nach einer körperlichen Untersuchung aufgefordert, nach einer tiefen Einatmung möglichst lange in ein Manometer oder ein dazu umgebautes Sphygmomanometer nach Riva-Rocchi zu blasen und einen Druck von 40 mm Hg aufrecht zu halten, wobei dabei die Nase geschlossen gehalten wird. Bei Personen unter 16 Jahren ist der Zeitraum auf 30 Sekunden reduziert. Dabei wird die Pulsfrequenz notiert und der Füllungsdruck in den Halsschlagadern geprüft. Eine EKG-Aufzeichnung begleitet den Test. Aufmerksamkeit wird der P-Welle und der ST-Strecke gewidmet.
Ein ähnliches Manöver wird als Pressatmung (anti-G-straining-Methode) von Piloten benutzt, um sich zusätzlich zu den Druckanzügen (auch Libelle) vor der gefährlichen Ohnmacht (G-LOC, loss of consciousness) bei hohen Beschleunigungen zu schützen.
Der Flacktest entstand ursprünglich als ein militär-medizinisches Testverfahren für Fallschirmspringer und geht auf den englischen Physiologen Martin Flack (1882–1931) zurück.

## Weblink
- E. Bertrand, D. Le Gallais, R. N'Dori: [The Flack test: a test exploring the sinus function in athletes. Apropos of 351 tests]. In: Archives des maladies du coeur et des vaisseaux. Band 80, Nummer 10, September 1987, S. 1533–1539, ISSN 0003-9683. PMID 2449872.